# Rio Zadorra
O rio Zadorra é um rio do norte da Espanha, afluente do rio Ebro. Percorre a província de Álava (País Basco) e a província de Burgos (Castela e Leão). Desagua entre Miranda de Ebro e Zambrana.
Nasce no manancial de Los Corrales, no município de San Millán, a leste de Salvatierra, e dirige-se para noroeste para ser retido por represas na região de Ullibarri-Gamboa, após recolher as águas do vale de Barrundia.
O conjunto das albufeiras de Ullibarri-Ganboa e Urrunaga tem capacidade de armazenamento de 220 hm³ de água, utilizados fundamentalmente para abastecer a cidade de Vitória e a maior parte dos municípios da zona de Bilbau.
Os seus principais afluentes são os rios Urquiola, Albina, Alegría, Zayas e Ayuda.